# Kris Joseph
Kristopher "Kris" Joseph (nacido el 17 de diciembre de 1988 en Montreal, Quebec) es un exjugador de baloncesto canadiense de ascendencia trinitense. Con 2,01 metros de estatura, jugaba en la posición de alero. Es primo hermano de los también jugadores de baloncesto Devoe (1990) y Cory (1991).

## Trayectoria deportiva

### Universidad
Jugó durante cuatro temporadas con los Orange de la Universidad de Syracuse, en las que promedió 10,5 puntos, 4,5 rebotes y 1,5 asistencias por partido. En su temporada sophomore fue elegido mejor sexto hombre de la Big East Conference tras promediar 11,0 puntos y 5,4 rebotes por partido, saliendo desde el banquillo en 30 de los 31 encuentros disputados.
Ya en su última temporada fue incluido en el mejor quinteto de la conferencia, tras promediar 14,1 puntos por partido, convirtiéndose en el primer canadiense en lograr dicho honor, y en el segundo mejor anotador de la Big East tras Leo Rautins.

### Profesional
Fue elegido en la quincuagésimo primera posición del Draft de la NBA de 2012 por Boston Celtics, con los que debutó el 2 de noviembre ante Milwaukee Bucks.
Pero el 6 de enero del 2013 fue despedido por los Boston Celtics junto a Jarvis Varnado. Ese mismo día en la tarde el equipo perteneciente a la NBA D-League, los Maine Red Claws lo contratan sin embargo el 11 de febrero del 2013, es parte de una transacción donde el llega al también equipo de la NBA D-League, los Springfield Armor por James Mays quien pasó a los Maine Red Claws.
El 2 de abril del 2013 firma un contrato de 10 días con los Brooklyn Nets. En la temporada siguiente fichó por el Élan Sportif Chalonnais de la LNB.
En agosto de 2018 fue contratado por el club portugués Sport Lisboa e Benfica, pero al mes siguiente dejó el equipo sin haber llegado a jugar oficialmente.
El 19 de agosto del 2020 firma un contrato con CB Tizona para jugar en la Liga LEB Oro.

## Estadísticas de su carrera en la NBA

### Temporada regular
| Año     | Equipo   | PJ | PT | MPP | %TC  | %3P  | %TL  | RPP | APP | ROB | TPP | PPP |
| ------- | -------- | -- | -- | --- | ---- | ---- | ---- | --- | --- | --- | --- | --- |
| 2012-13 | Boston   | 6  | 0  | 4.0 | .182 | .000 | .750 | 0.8 | 0.2 | 0.0 | 0.0 | 1.2 |
| 2012-13 | Brooklyn | 4  | 0  | 7.5 | .000 | .000 | .500 | 0.5 | 0.0 | 0.8 | 0.0 | 0.5 |
| Total   | Total    | 10 | 0  | 5.4 | .143 | .000 | .625 | 0.7 | 0.1 | 0.3 | 0.0 | 0.9 |